# Takeshi Kitajima
Takeshi Kitajima (jap. 北島武 Kitajima Takeshi; ur. 16 grudnia 1982 w Ibaraki) – japoński siatkarz, reprezentant kraju.
W reprezentacji gra na pozycji środkowego blokującego. Mierzy 195 cm, waży 85 kg. Jego zasięg z wyskoku do ataku to 346 cm, a z wyskoku do bloku 330 cm. Aktualnie występuje w klubie Sakai Blazers.